# 丁偉
丁 偉（てい い、丁伟、ディン・ウェイ、1979年5月16日 - ）は、中国の囲碁棋士。雲南省 楚雄イ族自治州 南華出身、中国囲棋協会所属、九段。全国囲棋個人戦、CCTV杯中国囲棋電視快棋戦優勝、春蘭杯世界囲碁選手権戦ベスト8など。常昊らとともに七小龍と呼ばれる一人。

## 経歴
6歳から囲碁を学ぶ。7歳で雲南省チーム入り、1990年に国家少年囲棋隊入り。1992年初段。同1992年全国青少年囲棋選手権戦B組優勝、93、94年A組優勝。1995年中環杯囲棋戦優勝。1996年に国家囲棋隊入り。1997年に全国囲棋個人戦で、10勝1敗の成績で優勝。2007年、昇段戦により九段昇段。
甲級リーグでは雲南省チームなどに所属、2013年には広西チームでコーチ兼任。中国棋士ランキングでは2001年に7位。2008年第1回ワールドマインドスポーツゲームズで団体戦中国メンバーとして出場し準優勝、決勝戦では李世乭を破った。

### タイトル歴
- 中環杯囲棋戦 1995年
- 全国囲棋個人戦 1997年
- CCTV杯中国囲棋電視快棋戦 2000年

### その他の棋歴
国際棋戦
- 春蘭杯世界囲碁選手権戦 ベスト8 2008年第7回（○依田紀基、○李世乭、×孔傑）
- ワールドマインドスポーツゲームズ
  - 2008年団体戦 予選5-1（○アメリカ、○香港、○フィンランド、○ルーマニア、×日本（河野臨）、○カナダ）、決勝3-0（○ウクライナ、○中華台北（林漢傑）、○韓国（李世ドル））
- CSK杯囲碁アジア対抗戦
  - 2003年 1-2（×李昌鎬、○林海峰、×結城聡）
  - 2004年 2-1（×結城聡、○林海峰、○李世乭）
  - 2006年 1-2（○王立誠、×河野臨、×朴永訓）
- 農心辛ラーメン杯世界囲碁最強戦
  - 2010年 0-1（×金志錫）

国内棋戦
- 全国囲棋個人戦 2位 1999年、3位 2005年、4位 2001年
- 新人王戦 準優勝 2000年
- NEC新秀戦 準優勝 2000年
- 天元戦 挑戦者 2001年（常昊に0-3）
- 西南王戦 準優勝 2002、03年
- CCTV杯中国囲棋電視快棋戦 準優勝 2002年
- 名人戦  挑戦者 2007年（古力に0-3）
- 棋聖戦 七段戦優勝 2000年
- 全国智力運動会 2009年男子団体戦6位（雲南チーム）
- 中国囲棋甲級リーグ戦
  - 1999年（雲南紅酒業）
  - 2000年（雲南紅）
  - 2001年（雲南香格里拉知蔵秘）
  - 2002年（雲南印象酒業）15-7
  - 2003年（雲南印象酒業）14-8
  - 2004年（雲南紅酒業、降級）16-6
  - 2005年（山東魯杭）10-11
  - 2006年（雲南）
  - 2007年（雲南香格里拉）14-8
  - 2008年（雲南香格里拉）11-11
  - 2009年（広西華藍）11-9
  - 2010年（広西華藍）7-11
  - 2011年（広西華藍）13-9
  - 2012年乙級（広西華藍）3-4
  - 2013年（広西華藍）2-7（兼コーチ）
  - 2014年乙級（雲南建工）